# Tristan da Cunha (Insel)
Tristan da Cunha [ˈtristɐn da ˈkuɲɐ] ist die Hauptinsel der gleichnamigen Inselgruppe Tristan da Cunha im südlichen Atlantischen Ozean. Auf Tristan da Cunha, die als die abgelegenste bewohnte Insel der Welt gilt, leben 259 Menschen. Die Insel ist ein gleichberechtigter Teil des Britischen Überseegebiets St. Helena, Ascension und Tristan da Cunha.

## Geographie

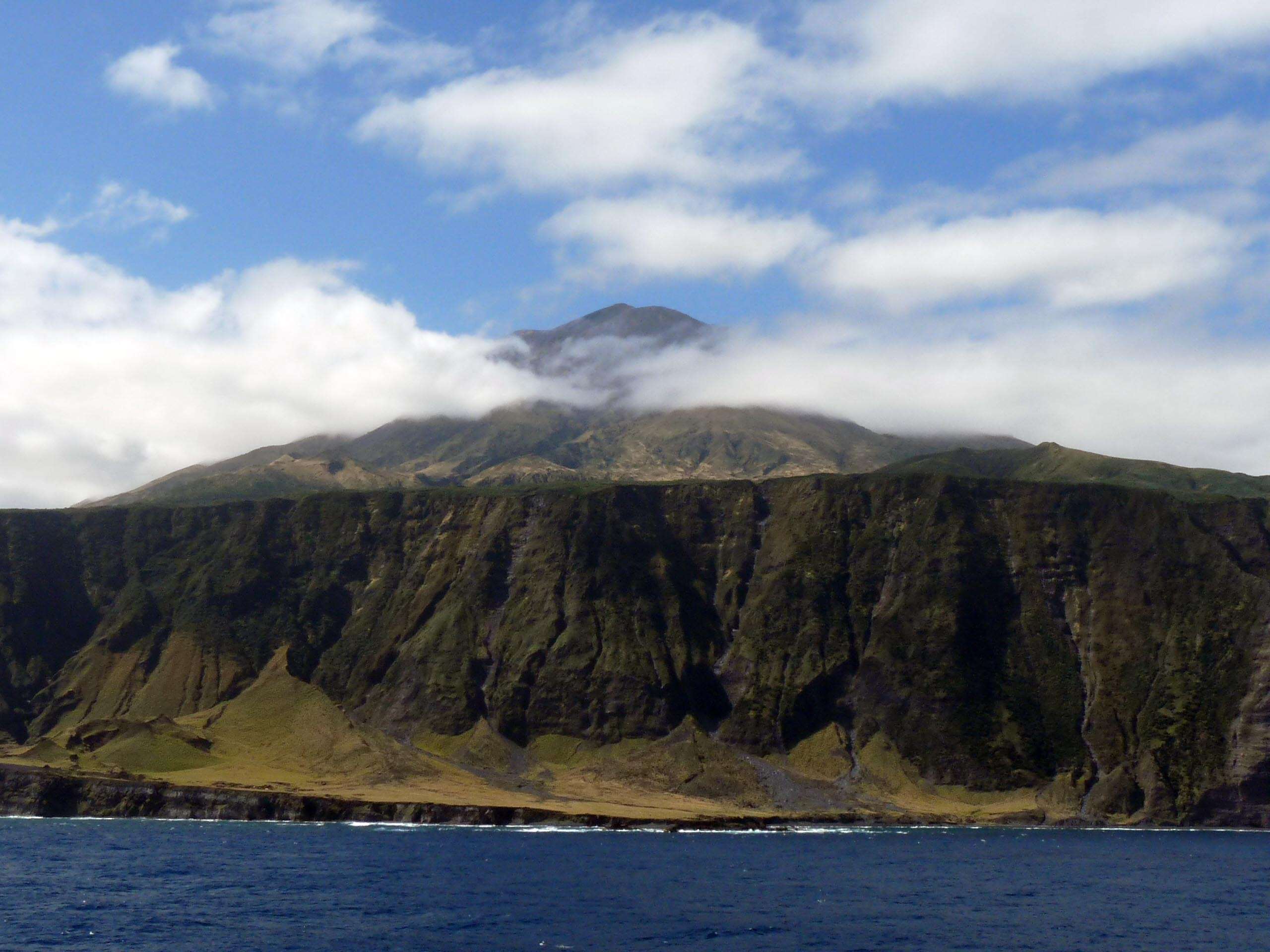
Die Westküste von Tristan da Cunha

Tristan da Cunha liegt im Südatlantik 3238 Kilometer vom Cabo Frio in Brasilien und 2779 Kilometer vom Kap der Guten Hoffnung in Südafrika entfernt und ist Teil des Mittelatlantischen Rückens. Die nahezu kreisrunde Insel hat einen Durchmesser von etwa 12 km und weist eine Fläche von 98 km² auf. Sie stellt die kegelförmige Spitze eines mächtigen untermeerischen Schildvulkans dar, der im 2060 Meter hohen Queen Mary’s Peak und im 1967 Meter hohen Mount Olav, den beiden höchsten Erhebungen des Kraterrandes, gipfelt. Im Norden der Insel befindet sich die Siedlung Edinburgh of the Seven Seas, an die sich in südwestlicher Richtung die Ebene Patches Plain anschließt, die teilweise landwirtschaftlich genutzt wird.

### Klima

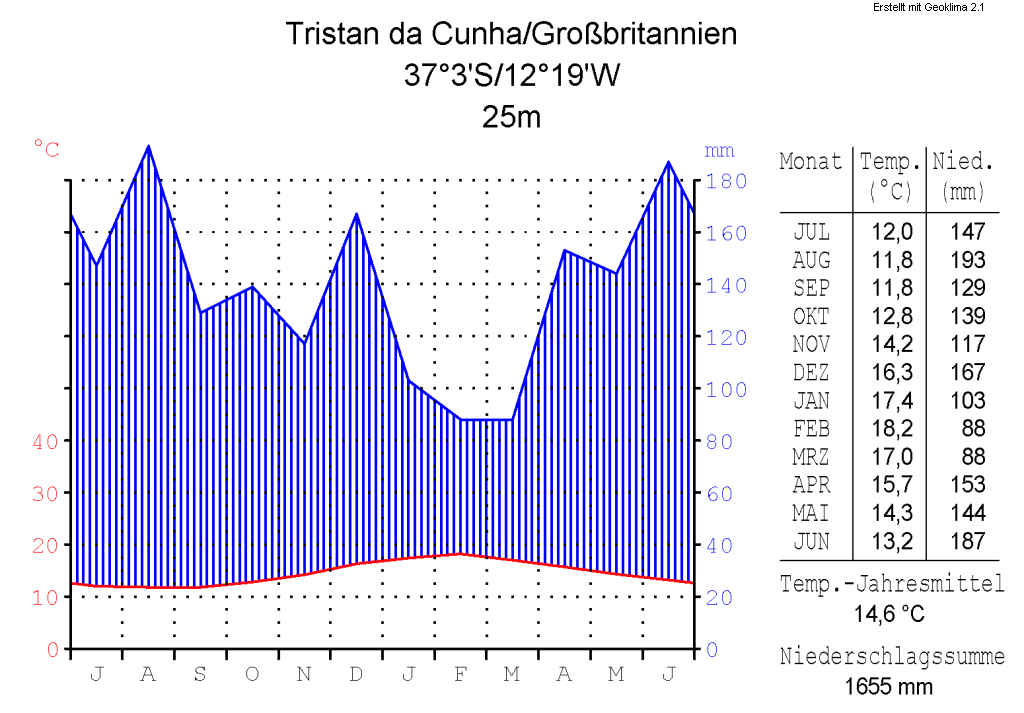
Klimadiagramm von Tristan da Cunha

Tristan da Cunha hat ein gemäßigtes, ozeanisch ausgeglichenes Klima mit regelmäßigen Niederschlägen, die über das ganze Jahr verteilt sind. Der kahle Gipfel des Vulkans ist im südlichen Winter, zwischen Juni und Oktober, häufig mit Schnee bedeckt.

### Flora und Fauna
Unterhalb der 1500-Meter-Höhenlinie trägt der vulkanische Berg besonders auf seiner östlichen Hälfte eine dichte Vegetation. Im Sommer besuchen Felsenpinguine die Inselgruppe, um hier zu brüten und ihre Jungen aufzuziehen. Darüber hinaus ist die Insel ein Nistplatz für Albatrosse. Endemische Arten wie das Tristanteichhuhn (Gallinula nesiotis) sind durch die Besiedlung der Insel sowie eingeführte Spezies wie Hausratten mittlerweile ausgestorben.

## Geschichte
Die Insel wurde im März 1506 vom portugiesischen Admiral Tristão da Cunha entdeckt, der sie nach sich selbst Ilha de Tristão da Cunha taufte. Ihm gelang es jedoch nicht, auf der Insel zu landen.
Erst 1767 begutachtete die Besatzung der französischen Korvette Heure du Berger Tristan da Cunha eingehender. Sie erfasste die Wassertiefe, dokumentierte den groben Küstenverlauf und entdeckte Süßwasservorkommen in Form des Wasserfalls Big Watron und eines Sees an der Nordküste. Die Ergebnisse dieser Erkundungsmission wurden 1781 von einem Hydrographen der Royal Navy veröffentlicht.
Der erste feste Siedler war Jonathan Lambert aus dem Ort Salem in Massachusetts, USA, der 1810 auf der Inselgruppe eintraf und sie zu seinem Eigentum und sich selbst zum Kaiser erklärte. Er nannte sie Islands of Refreshment (Erfrischungsinseln). Seine Herrschaft dauerte allerdings nur kurze Zeit, da er 1812 bei einem Bootsunglück ertrank. Nach einer Legende ist sein Vermögen, das er durch den Verkauf von See-Elefantenöl an vorbeifahrende Schiffe verdiente, immer noch irgendwo auf der Insel versteckt.
Am 14. August 1816 erfolgte die formelle Annexion der Insel durch Großbritannien, als britische Truppen die Insel besetzten. Das Hauptmotiv für die Annexion von Tristan da Cunha war, zu verhindern, dass Frankreich die Insel als Stützpunkt für einen Befreiungsversuch von Napoleon Bonaparte aus dem Gefängnis auf St. Helena nutzen konnte.
Bereits ein Jahr später wurde die Garnison aus Kostengründen abgezogen, nur drei Siedler blieben zurück. Einer dieser Siedler war der Korporal William Glass, der die erste, bis heute eingehaltene Grundordnung der Insel festlegte. Nach Glass waren alle Bewohner gleich, sollten alles teilen und für das Gemeinwohl arbeiten – jeder sollte dem Anderen helfen. Er hatte mit seiner Frau 16 Kinder. Die heutigen Einwohner sind die Nachfahren dieser Siedler sowie von Seeleuten, Schiffbrüchigen, Robben- und Walfängern und einigen Frauen von St. Helena. Sie verdienten ihren Unterhalt zunächst mit dem Verkauf von frischem Gemüse und Wasser an vorüberfahrende Schiffe.
Doch nach 1870 verringerte sich die Zahl der Schiffe, die vor Tristan da Cunha festmachten, deutlich. Dies hatte mehrere Gründe: Durch die Eröffnung des Sueskanals im Jahre 1869 veränderten sich die Schifffahrtsrouten, außerdem wurde das Walöl durch Mineralöl ersetzt und die US-amerikanische Walfangflotte steuerte aufgrund des Bürgerkrieges die Insel weniger häufig an. Daher war es keine Seltenheit, dass ein Jahr verging, ehe wieder ein Schiff vor der Insel festmachte. Häufig verließen mit diesen Schiffen einige Inselbewohner Tristan da Cunha, da sie sich andernorts ein besseres Leben versprachen.
1886 zählte die Insel nur noch 97 Bewohner, 1892 waren es nur noch 50. 1942 wurde auf der Insel ein Flottenstützpunkt eingerichtet, durch den die Bevölkerung nun über Funk und Schiffe regelmäßigen Austausch mit der Außenwelt besaß.
Am 9. Oktober 1961 wurden die vulkanischen Spalten bei Edinburgh aktiv, und alle 264 Einwohner der Insel mussten ins Vereinigte Königreich evakuiert werden. Das Colonial Office versuchte, ihre kostspielige Rückkehr zu verhindern, doch passten sich die Insulaner an die britische Demokratie an, mobilisierten die Öffentlichkeit und zahlreiche Unterhausmitglieder und erzwangen ihre Rückkehr. Fast alle nahmen diese Möglichkeit wahr. Da die meisten Häuser die Naturkatastrophe unbeschädigt überstanden hatten, dauerten die Wiederaufbauarbeiten nicht lange.

## Wirtschaft und Infrastruktur
Hauptort und einziger Ort der Insel ist die Siedlung Edinburgh of the Seven Seas, örtlich auch The Settlement genannt, mit 247 Bewohnern (Stand 2020). Dort gibt es eine Schule, ein Krankenhaus, eine Post, ein Café, eine Bar, je eine katholische (St. Joseph) und eine anglikanische (St. Mary) Kirche sowie ein Schwimmbecken und ein kleines Museum. Gelegentlich versieht ein Polizist seinen Dienst und betreibt auf der einzigen Kreuzung der Insel Verkehrskontrollen.
Die Einwohner leben vom Langustenfang (u. a. Export in die Europäische Union seit 2014) und bauen für den Eigenbedarf vor allem Kartoffeln an. Eine wichtige Einnahmequelle ist der Verkauf von Briefmarken an Sammler. Es gibt keine Landebahn auf Tristan da Cunha, sodass die einzige Verbindung zum Festland der Seeweg ist. Mehrere Male im Jahr steuern Versorgungsschiffe aus verschiedenen Teilen der Welt (unter anderem aus Hamburg) den kleinen Hafen Calshot Harbour an. Etwa einmal im Monat kommt eines von zwei Fischereibooten von Kapstadt aus in die Gewässer um die Insel, um dort zu fischen, und transportiert dabei auch Passagiere und Güter.
In den 1950er Jahren gab es an der Ostspitze Sandy Point eine Farm, die bald aufgegeben wurde.
Das Land ist Gemeinschaftseigentum und wird von Bewohnern aller Altersstufen bewirtschaftet. Jede Familie besitzt Vieh und bewirtschaftet ein Kartoffelbeet sowie Gärten rund ums Haus. Erwachsene sind darüber hinaus für die Fischereigesellschaft, die Inselregierung oder im Dienstleistungsbereich tätig. Bei der Inselregierung angestellte Inselbewohner werden beispielsweise mit monatlich etwa £150 entlohnt.

Blick auf Tristan da Cunha

## Künstlerische Adaptionen
Tristan da Cunha ist Schauplatz mystischer Erfahrungen (Noëls Vulkanbesteigung) in Jean Gionos Abenteuerroman Fragments d’un paradis (1948, dt. Titel: Die große Meeresstille, 1949).
In seinem Buch Das periodische System (1975) lässt Primo Levi das Kapitel Quecksilber auf einer Insel spielen, die mit Tristan da Cunha viele Ähnlichkeiten hat, ohne den Namen explizit zu nennen. In seinem Buch heißt die Insel Trostlosigkeit, aber Beschreibungen der Lage und geschichtliche Details sind ziemlich eindeutig.
In Raoul Schrotts Roman Tristan da Cunha oder Die Hälfte der Erde (2003) kreuzen sich die Schicksale und Obsessionen mehrerer Protagonisten auf der Insel.
In ihrem Atlas der abgelegenen Inseln (2009) verweist Judith Schalansky auf Arno Schmidt, der in dem von William Glass etablierten Gemeinschaftssystem die Verwirklichung der Utopie von Schnabels Insel Felsenburg entdeckt zu haben glaubte.

## Trivia
Im Verlauf der ersten Etappe der Um-die-Welt-Segelregatta Volvo Ocean Race 2011–2012 von Alicante nach Kapstadt brach der Mast der unter US-Flagge segelnden Yacht Mar Mostro vom Team Puma an zweiter Stelle liegend und 2150 Seemeilen vom Zielhafen entfernt. Die Mannschaft beschloss unter Motor und Hilfsbesegelung nach dem 800 Seemeilen südöstlich liegenden Tristan da Cunha abzulaufen und erreichte nach fünf Tagen die Reede der Insel. Sie wurde von der Bevölkerung mit großer Gastfreundschaft aufgenommen; neben anderen touristischen Aktivitäten wurde ein Golfturnier für Segler und Einwohner ausgerichtet. Nach sechs Tagen Aufenthalt nahm der gecharterte Frachter Team Bremen die Yacht an Deck und brachte sie nach Kapstadt, wo sie für die nächste Etappe repariert wurde und das Rennen letztlich als Gesamtdritter beendete.
50 % der Bevölkerung auf Tristan da Cunha leiden an Asthma bronchiale aufgrund familiärer Vererbung.